# Purgeri
Purger je nadimak koji se ponajprije koristi za stanovnika Zagreba čiji su preci nekoliko naraštaja unatrag rođeni u Zagrebu i koji su ondje živjeli.  Riječ također može označavati stanovnike drugih gradova koji generacijama prebivaju tamo, ali se u tom slučaju koristi rjeđe. Riječ dolazi iz njemačkoga jezika, iz riječi Bürger, a u prijevodu znači stanovnik grada. Naziv se rabi i za neke zagrebačke navijačke skupine.